# Жулвя-Блоць
Жулвя-Блоць (пол. Żółwia Błoć, нім. Barfußdorf) — село в Польщі, у гміні Ґоленюв Голеньовського повіту Західнопоморського воєводства.
Населення — 284 особи (2011).
У 1975-1998 роках село належало до Щецинського воєводства.

## Демографія
Демографічна структура станом на 31 березня 2011 року:
|          | Загалом | Допрацездатний вік | Працездатний вік | Постпрацездатний вік |
| -------- | ------- | ------------------ | ---------------- | -------------------- |
| Чоловіки | 155     | 39                 | 107              | 9                    |
| Жінки    | 129     | 24                 | 86               | 19                   |
| Разом    | 284     | 63                 | 193              | 28                   |